# 12
| 12                 |
| ------------------ |
| Dødsfald - Fødsler |
|                    |

| Gregoriansk kalender | 12 XII                  |
| Ab urbe condita      | 765                     |
| Armensk kalender     | I/T                     |
| Kinesiske kalender   | 2708 – 2709 辛未 – 壬申 |
| Etiopisk kalender    | 4 – 5                   |
| Jødisk kalender      | 3772 – 3773             |
| Hindukalendere       |                         |
| - Vikram Samvat      | 67 – 68                 |
| - Shaka Samvat       | N/A                     |
| - Kali Yuga          | 3113 – 3114             |
| Iransk kalender      | 610 BP – 609 BP         |
| Islamisk kalender    | 629 BH – 628 BH         |

## Født
- 31. august – Caligula, romersk kejser